# Szuezi-öböl
A Szuezi-öböl (arabul: خليج السويس khalīǧ as-suwais; korábban بحر القلزم, baḥar al-qulzum, "Nyugodt tenger") egy öböl a Vörös-tenger északi végén, a Sínai-félszigettől nyugatra. A Sínai-félszigettől keletre fekszik az Akabai-öböl. Kb. 300 km északtól északnyugatig, nevét a partján fekvő egyiptomi Szuez városról kapta. Az öböl középvonala mentén van Afrika és Ázsia földrajzi határa.

## Földrajz
Az öböl a Vörös-tenger északnyugati ágát foglalja el Afrika és a Sínai-félsziget között. Ez a hármas kereszteződésű árokrendszer harmadik ága, a második ága az Akabai-öböl. 
Az öböl hossza a Gubali-szoros (másképp: Jubali-szoros) torkolatától Szuez városig 314 km, szélessége 19-32 km.

## Geológia
Az öböl üledékes medencéjének rétegtani szakasza paleozoikus és oligocén kemény kőzetekből és karbonátokból, valamint miocén ésholocén klaszterekből és sókőzetekből áll. Három nagy olajmező található az öbölben: az El Morgan, amit 1964-ben fedeztek fel, a Belayim, amit 1955-ben fedeztek fel, és az Október mező, amit pedig 1977-ben fedeztek fel. Az Október Mező a krétakori Núbia-formációból, a késő krétakori Nezzazat-formációból, a miocén Nukhul-formációból és a késő Rudeis-formációból áll. 

## Külső hivatkozások
- Műholdas fényképek az öbölről és a Szuezi-csatornáról Archiválva 2005. március 29-i dátummal a Wayback Machine-ben (angolul)

## Fordítás
- Ez a szócikk részben vagy egészben  a   Gulf of Suez című angol Wikipédia-szócikk ezen változatának fordításán alapul.  Az eredeti cikk szerkesztőit annak laptörténete sorolja fel. Ez a jelzés csupán a megfogalmazás eredetét és a szerzői jogokat jelzi, nem szolgál a cikkben szereplő információk forrásmegjelöléseként.